# Пожарище (Вожегодский район)
Пожарище — деревня в Вожегодском районе Вологодской области.
Входит в состав Явенгского сельского поселения, с точки зрения административно-территориального деления — в Явенгский сельсовет.
Расстояние до районного центра Вожеги по автодороге — 18,5 км, до центра муниципального образования Базы по прямой — 1,9 км. Ближайшие населённые пункты — База, Новая, Покровское, Пролетарский, Сорогинская, Федяшинская, Олеховская.
По переписи 2002 года население — 25 человек (12 мужчин, 13 женщин). Всё население — русские.